# Kindra Carlson
Kindra Carlson (* 12. November 1987 in Eaton, Colorado) ist eine US-amerikanische Volleyballspielerin.

## Karriere
Carlson spielte seit 2007 an der University of Washington für die Huskies und war später auch in der US-amerikanischen Nationalmannschaft aktiv. Ihre professionelle Volleyballkarriere begann sie in Frankreich bei Béziers Volley. Später spielte sie in Griechenland bei AO Markopoulo Volley in Athen. 2014 wechselte sie zum deutschen Bundesligisten Köpenicker SC.